# Ferrari 458 Challenge
De Ferrari 458 Challenge is de raceversie van de Ferrari 458 Italia.
De auto werd voor het eerst getoond op de jaarlijkse Dealer Meeting in Maranello in 2010.
De 458 Challenge wijkt op slechts een paar details af van de 458 Italia. De 4.5 liter V8-motor is nog hetzelfde, maar belangrijke wijzigingen zijn aangebracht aan de overbrengingsverhoudingen en de carrosserie is lichter door gebruik te maken van koolstofvezel en polycarbonaat.